# Wattignies-la-Victoire
Wattignies-la-Victoire è un comune francese di 273 abitanti situato nel dipartimento del Nord, nella regione dell'Alta Francia.

## Storia
Il 16 ottobre 1793, lo stesso giorno in cui la regina Maria Antonietta venne ghigliottinata a Parigi, vi si svolse un'importante battaglia delle guerre rivoluzionarie francesi.

## Società

### Evoluzione demografica
Abitanti censiti